# Lorenzo Casoni
Lorenzo Casoni (ur. 16 października 1645 w Sarzanie, zm. 19 listopada 1720 w Rzymie) – włoski kardynał.

## Życiorys
Urodził się 16 października 1645 roku w Sarzanie, jako syn Niccola Casoniego i Giulii Petriccioli. W młodości został kanonikiem rzymskiego kościoła Santa Maria in Via Lata. 3 marca 1690 roku został tytularnym arcybiskupem Cezarei, a dziewięć dni później przyjął sakrę. Wkrótce potem został nuncjuszem w Neapolu i asystentem Tronu Papieskiego. 17 maja 1706 roku został kreowany kardynałem prezbiterem i otrzymał kościół tytularny San Bernardo alle Terme. W latach 1707–1709 był legatem w Ferrarze, a w okresie 1709–1714 – w Bolonii. Podczas jego legacji, Fryderyk August złożył przed nim akt abiuracji od luteranizmu. Kardynał zmarł 19 listopada 1720 roku w Rzymie.